# 石井直樹
石井 直樹（いしい なおき、1944年（昭和19年）6月20日 - 2024年（令和6年）2月22日）は、日本の実業家、政治家。静岡県下田市長（3期）。旭日小綬章受章。位階は従五位。

## 経歴
静岡県下田市出身。1963年（昭和38年）青山学院高等部卒業、1965年（昭和40年）青山学院大学中退。同年、もりおの勤務。1971年（昭和46年）下田酒販に転じ専務を務め、1984年（昭和59年）サン印刷社長となった。
2000年（平成12年）6月、下田市長選挙に立候補。新人2名による一騎討ちを制して初当選を果たす。その後、2004年（平成16年）6月告示の下田市長選挙に2期目を目指して立候補するも他に候補者がおらず無投票当選。下田市長選挙における無投票当選は1971年（昭和46年）の市制施行以来初のケースであった。さらに2008年（平成20年）6月告示の下田市長選挙に３期目を目指して立候補するも他に候補者がおらず無投票当選。
2012年（平成24年）4月、前年3月11日発生の東日本大震災に伴う福島第一原発事故を受けて脱原発社会を目指す自治体の現職首長および首長経験者によって構成する「脱原発をめざす首長会議」の設立呼びかけ人のひとりに名を連ね、同月28日の設立総会にも出席した。
2012年（平成24年）4月から同年6月まで毎日放送・TBS・BS-TBS他で、下田を舞台にしたテレビアニメ「夏色キセキ」を放映。これと並行してコミック誌『ヤングガンガン』（発行:スクウェア・エニックス、作画:たつひこ）にてコミカライズ版も連載されていたが、同年5月に単行本1巻が発売された際、巻末に石井の寄稿による推薦文が掲載された。
2012年（平成24年）7月、任期満了に伴い市長を勇退。初当選から通算3期12年在任した。在任中は一貫して財政再建に取り組み、各種補助金の大幅カットや職員の給与カットなどの断行により、就任初年度の2000年度末時点で251億円あった市債を、2011年度末時点で185億円にまで削減した。
2015年秋の叙勲で地方自治功労により旭日小綬章を受章。
2024年（令和6年）2月22日、慢性心不全のため死去。79歳没。同日付で従五位（地方自治功労）に叙せられ、6月27日に下田市役所において遺族を招いて伝達式が行われた。